# Kazakok

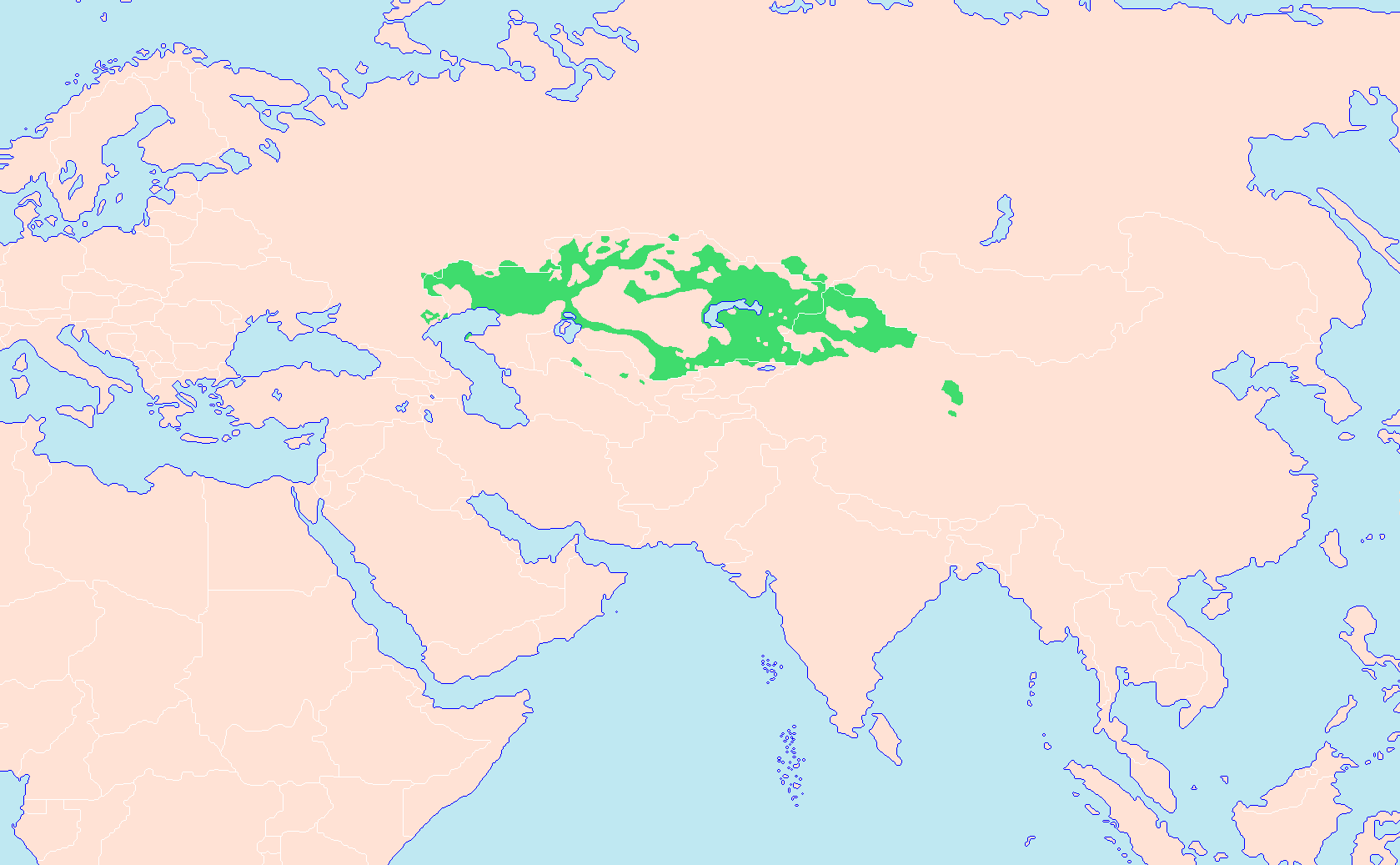
A kazakok fő elterjedési területe

A kazakok (kazak: қазақтар) vagy oroszosan kazahok (orosz: казахи) török (türk) eredetű közép-ázsiai népcsoport.  Kazahsztán fő népcsoportját képezik, ezen túl jelentős számban élnek a szomszédos országokban is. Összlétszámuk 16-18 millió fő.

A kazak nyelv (қазақша, қазақ тілі) a török nyelvcsaládon belül a köztörök nyelvek kipcsak csoportjába tartozik.
A 15-16. században alakultak néppé, főként a helyi türk törzsekből. A 20. század során letelepedtek, a jurtát ekkor már főleg csak nyáron használták.
A hívők többsége szunnita iszlám vallású.

## Létszámuk

### A Szovjetunió utódállamaiban
| ország        | kazakok létszáma        | a lakosság százalékában [%] |
| ------------- | ----------------------- | --------------------------- |
| Örményország  | 1000                    | 0,03                        |
| Azerbajdzsán  | 3000                    | 0,04                        |
| Észtország    | 1000                    | 0,07                        |
| Grúzia        | 3000                    | 0,06                        |
| Kazahsztán    | 12 000 000 – 15 550 000 | 63–81                       |
| Kirgizisztán  | 45 000                  | 0,9                         |
| Litvánia      | 3000                    | 0,09                        |
| Moldova       | 3000                    | 0,07                        |
| Oroszország   | 650 000 – 1 310 000     | 0,45–0,9                    |
| Tádzsikisztán | 15 000                  | 0,2                         |
| Türkmenisztán | 120 000                 | 2,4                         |
| Ukrajna       | 15 000                  | 0,03                        |
| Üzbegisztán   | 800 000                 | 2,9                         |

### A világ más országaiban
| ország             | kazak létszám         | megjegyzés                           |
| ------------------ | --------------------- | ------------------------------------ |
| Afganisztán        | 45.000                | a közelmúltban bevándoroltak         |
| Kína               | 1.460.000 – 1.800.000 | elismert kisebbség (Census 2010)     |
| Németország        | 17.000                |                                      |
| Franciaország      | 15.000                |                                      |
| Irán               | 15.000                | főként Észak-Iránban telepedtek le   |
| Kanada             | 5.000                 |                                      |
| Mongólia           | 100.000 – 200.000     | a legnagyobb török eredetű kisebbség |
| Pakisztán          | 3.000                 |                                      |
| Svédország         | 1.000                 |                                      |
| Törökország        | 30.000                | 1950-től emigráltak                  |
| Egyesült Királyság | 2.000                 |                                      |
| USA                | 10.000                | 1930-tól emigráltak                  |

## Fordítás
- Ez a szócikk részben vagy egészben  a   Kasachen című német Wikipédia-szócikk fordításán alapul.  Az eredeti cikk szerkesztőit annak laptörténete sorolja fel. Ez a jelzés csupán a megfogalmazás eredetét és a szerzői jogokat jelzi, nem szolgál a cikkben szereplő információk forrásmegjelöléseként.